# Prontuario de un argentino
Prontuario de un argentino es una película de Argentina filmada en colores dirigida por Andrés Bufali sobre su propio guion que se estrenó el 14 de mayo de 1987 y que tuvo como actores principales a Miguel Ángel Solá, Virginia Lago, Arturo Puig y Romualdo Quiroga.  Tuvo el título alternativo de A diez del mes y fue filmado en 16 mm, ampliado luego a 35 mm.

## Sinopsis
Un trabajador roba por necesidad.

## Reparto
Intervinieron en el filme los siguientes intérpretes:
| Actor                 | Personaje             |
| --------------------- | --------------------- |
| Miguel Ángel Solá     | Camionero             |
| Virginia Lago         | Mirta                 |
| Arturo Puig           | Juez                  |
| Romualdo Quiroga      | Mario Peña, el patrón |
| Juan Beceiro          | Marido de Mirta       |
| Adolfo Pedernera      | Entrenador de fútbol  |
| Mario Luciani         | Capataz               |
| Oscar Cañete Blasco   | Periodista deportivo  |
| Rafael Olivari        | Periodista deportivo  |
| Antonio Caride        | Gándara               |
| Héctor Calori         | Empleado de funeraria |
| Marcelo Ferreyra      | Hijo de Mirta         |
| Santiago Bufali       | Hijo de Mirta         |
| Alberto Benegas       |                       |
| Chany Mallo           |                       |
| Roly Serrano          |                       |
| Paulino Andrada       |                       |
| Manuel Vicente        |                       |
| Susana Fachal         |                       |
| Héctor Abel Rodríguez |                       |
| Ignacio Quiros        |                       |
| Susana Di Gerónimo    |                       |
| Rubens Correa         |                       |

## Comentarios
Romualdo Berruti en Clarín dijo:

«Un alegato social intenso y directo, pero de ingenuos perfiles, muy bien por su parte Romualdo Quiroga en el patrón, personaje que transitó con una convincente seguridad.»

Pascual Quinziano en El Cronista Comercial dijo:

«Intrascendente debut en un film que prescinde de toda metáfora.»